# Harry K. Thomas Jr.
Harry Keels Thomas Jr. (New York, 3 giugno 1956) è un politico e diplomatico statunitense, ambasciatore in Zimbabwe dal 2016.
Tra il 2003 e il 2013 è stato anche ambasciatore in Bangladesh e nelle Filippine, oltre a ricoprire alcune cariche esecutive durante l'amministrazione di George W. Bush.

## Biografia
Nativo della città di New York, si laureò nel College of the Holy Cross e in seguito ottenne un master in scienze della pianificazione urbanistica presso la Columbia University. 

### Ambasciatore nelle Filippine
Nel 2010 fu nominato nuovo ambasciatore nelle Filippine in sostituzione di Kristie Kenney, quest'ultima in carica dal 2006, divenendo così il primo afroamericano a ricoprire tale posizione. La sua nomina fu confermata dal Senato statunitense il 19 marzo 2010 e Thomas prestò giuramento dinnanzi al presidente filippino Gloria Macapagal-Arroyo il 27 aprile seguente.
Durante la sua permanenza nell'arcipelago, crearono scalpore le sue parole nel settembre 2011, quando affermò che il "40% dei turisti di sesso maschile si recava nel paese solamente per turismo sessuale". Thomas presentò le sue scuse poco dopo la vicenda.  
Thomas lasciò il proprio incarico nell'ottobre 2013, quando fu sostituito dal collega Philip Goldberg.